# Ninfídio Sabino
Caio Ninfídio Sabino (em latim: Gaius Nymphidius Sabinus) ou Ninfídio Sabino foi prefeito pretoriano (comandante da Guarda Pretoriana, a guarda imperial romana) durante o reinado de Nero (r. 54–68). Compartilhou o cargo com Caio Ofônio Tigelino, substituindo seu antecessor, Fênio Rufo. Durante a segunda metade da década de 60, a impopularidade de Nero cresceu tanto entre o povo quanto no exército, resultando em uma série de rebeliões que obrigaram-no a suicidar-se em 68. Ninfídio participou de uma conspiração contra Nero, convencendo a Guarda Pretoriana a desertá-lo, e arranjando para que o imperador fosse assassinado por seus próprios soldados.

## Vida
O nome de sua mãe era Ninfídia, uma mulher de extrema beleza, filha de Calisto, um liberto de César, e uma costureira contratada. Ninfídio dizia ser filho bastardo do imperador Calígula, que havia de fato sido amante da sua mãe, porém o caso entre Calígula e Ninfídia havia ocorrido depois do nascimento de Ninfídio, e acreditava-se que ele era filho do gladiador Marciano, com quem Ninfídia teve um caso, motivado pela fama do gladiador, e com quem ele era muito parecido.
Com o fracasso da conspiração liderada por Caio Calpúrnio Pisão, que tinha por objetivo depôr Nero, as execuções de homens de importantes cargos na administração brindaram oportunidades de muitos romanos de alcançarem posições de poder. Entre os que ascenderam nesta época estava Ninfídio Sabino, que ficou no Pretório junto com Tigelino, na posição aberta com a morte do seu antecessor, Fênio Rufo.
Ninfídio foi consolidando gradualmente seu poder entre os pretorianos e Galba ganhou sua lealdade ao prometer uma generosa recompensa aos que se declarassem por ele. As revoltas generalizadas de todos os governadores provinciais iniciadas por Caio Júlio Víndice levaram Nero ao suicídio em 68.
Durante o período de incerteza que se apoderou de Roma entre a morte de Nero e a chegada de Galba à capital, Ninfídio organizou a "demissão" de Tigelino e se proclamou como único comandante das forças pretorianas. Galba nomeou um substituto para Tigelino, Cornélio Laco, e passou a eliminar seus possíveis rivais (por exemplo, o assassinato de Clódio Macer na província da África), ações que deixaram Ninfídio temendo ser o próximo assassinado.
Ele decidiu que ele mesmo seria o sucessor legítimo de Nero, uma reivindicação que se apoiava na duvidosa afirmação de que ele seria o filho ilegítimo de Calígula. Ninfídio tomou por esposa Esporo, o favorito de Nero, enquanto o corpo do falecido imperador ainda estava queimando, e passou a chamá-lo de Popeia.
Os pretorianos, temerosos da reação de Galba que se aproximava, assassinaram Ninfídio antes que ele chegasse a Roma.
A importância de Ninfídio em Roma se deve pelo papel decisivo que desempenhou durante a queda de Nero, e também porque é um dos melhores exemplos de como um homem podia superar as garras da mediocridade de sua linhagem e impulsionou a gestos de grande importância dentro do Império, assim como a enorme importância da lealdade da Guarda Pretoriana durante as rápidas sucessões que apareceram no turbulento Ano dos quatro imperadores.